# South Devon Football League
South Devon League là một giải bóng đá Anh, được tài trợ bởi WBW Solicitors. Hạng đấu cao nhất, Premier Division, nằm ở Cấp độ 12 của Hệ thống các giải bóng đá ở Anh. Giải đấu này góp đội cho South West Peninsula League. Có tổng cộng 6 hạng đấu trong giải đấu.

## Các đội vô địch Herald Cup gần đây
- 1999–2000 – Newton Abbot 66
- 2000–01 – Kingsteignton Athletic
- 2001–02 – Kingsteignton Athletic
- 2002–03 – Upton Athletic
- 2003–04 – Galmpton United
- 2004–05 – Upton Athletic
- 2005–06 – Brixham Villa
- 2006–07 – Brixham Villa
- 2007–08 – Hele Rovers
- 2008–09 – Upton Athletic
- 2009–10 – Watts Blake & Bearne
- 2010–11 – Watcombe Wanderers
- 2011–12 – Buckland Athletic Dự bị
- 2012–13 – Watcombe Wanderers
- 2013–14 – Watcombe Wanderers
- 2014–15 – Watcombe Wanderers

## Đội vô địch từng hạng đấu
| Mùa giải | Premier                  | One                   | Two                     | Three                       | Four                        | Five                        | Six                     | Seven              |
| -------- | ------------------------ | --------------------- | ----------------------- | --------------------------- | --------------------------- | --------------------------- | ----------------------- | ------------------ |
| 2006–07  | Brixham Villa            |                       |                         |                             |                             |                             |                         |                    |
| 2007–08  | Bovey Tracey             | Newton Abbot Dự bị    | Staverton & Landscove   | Buckland Athletic Dự bị     | Dartmouth Dự bị             | Staverton & Landscove Dự bị | Buckland Athletic 'A'   | Watcombe Wanderers |
| 2008–09  | Kingskerswell & Chelston | Ashburton             | Buckland Athletic Dự bị | Buckfastleigh Rangers Dự bị | Staverton & Landscove Dự bị | Watcombe Wanderers          | South Brent Dự bị       | N/A*               |
| 2009–10  | Watts Blake Bearne       |                       |                         |                             | Watcombe Wanderers          |                             |                         |                    |
| 2010–11  | Upton Athletic           | Loddiswell Athletic   | Stoke Fleming           | Watcombe Wanderers          | Abbotskerswell Dự bị        | Bishopsteignton United      | Buckland & Milber Dự bị |                    |
| 2011–12  | Kingskerswell & Chelston | Teignmouth Dự bị      | Watcombe Wanderers      | Bovey Tracey Dự bị          | Babbacombe Corinthians      | Chudleigh Athletic Dự bị    | Roselands               |                    |
| 2012–13  | Buckland Athletic Dự bị  | Watcombe Wanderers    | Bovey Tracey Dự bị      | Upton Athletic Dự bị        | Bishopsteignton United      | Roselands                   | Preston South End       |                    |
| 2013–14  | Watcombe Wanderers       | Dartmouth             | Babbacombe Corinthians  | Buckland & Milber           | Watcombe Wanderers Dự bị    | Buckfastleigh Rangers Dự bị | Watcombe Wanderers 'A'  |                    |
| 2014–15  | Brixham Dự bị            | Buckland Athletic 'A' | Foxhole United          | Watcombe Wanderers Dự bị    | Liverton United Dự bị       | Watcombe Wanderers 'A'      | N/A*                    |                    |

- Hạng đấu bị hủy bỏ

## Các câu lạc bộ hiện tại mùa giải 2015–16

### Premier Division
Brixham Dự bị | Buckland Athletic Dự bị | Dartmouth | East Allington United | Ivybridge Town Dự bị | Kingskerswell & Chelston | Kingsteignton Athletic | Loddiswell Athletic  Lưu trữ ngày 3 tháng 3 năm 2016 tại Wayback Machine | Newton Abbot Spurs Dự bị | Stoke Gabriel Dự bị | Upton Athletic | Waldon Athletic | Watcombe Wanderers

### Division One
Ashburton | Babbacombe Corinthians | Beesands Rovers | Bovey Tracey Dự bị | Buckland & Milber | Buckland Athletic 'A' | Chudleigh Athletic | Foxhole United | Ipplepen Athletic | Kingskerswell & Chelston Dự bị | Newton Abbot | Paignton Villa | Stoke Gabriel 'A' | Totnes & Dartington Sports Dự bị

### Division Two
Abbotskerswell | Bishopsteignton United | Brixham Town | Buckfastleigh Rangers | Harbertonford | Hookhills United | Kingsteignton Athletic Dự bị | Newton United | Paignton Saints | Roselands | South Brent | Teignmouth Dự bị | Waldon Athletic Dự bị | Watcombe Wanderers Dự bị

### Division Three
AFC Staverton | Buckfastleigh Rangers Reservers | Chudleigh Athletic Dự bị | Dartmouth Dự bị | Dittisham United | East Allington United Dự bị | Harbertonford Dự bị | Ipplepen Athletic Dự bị | Liverton United Dự bị | Salcombe Town | Teign Village | Torbay Police | Upton Athletic Dự bị | Waldon Athletic 'A'

### Division Four
Ashburton Dự bị | Babbacombe Corinthians Dự bị | Barton Athletic | Broadmeadow | Ilsington Villa | Kingsbridge & Kellaton United | Meadowbrook Athletic | Newton Abbot Dự bị | Newton Rovers | Paignton Villa Dự bị | Riviera United | Roselands Dự bị | Torquay Town | Watcombe Wanderers 'A'

### Division Five
Barton Athletic Dự bị | Broadhempston United Dự bị | Buckland & Milber Dự bị | Chudleigh Athletic 'A' | Malborough United | Moretonhampstead | Newton Rovers Dự bị | Newton United Dự bị | Paignton Saints Dự bị | Riviera United Dự bị | Stoke Fleming & Strete | Torbay Police Dự bị | Watts, Blake & Bearne

## Các giải Cup khác của SDFL
SDFL cũng vận hành thêm 7 giải đấu Cup, bao gồm:
- Fred Hewings Cup (Reserve Sides)
- George Belli Cup (Premier Divisional Cup)
- Dartmouth Cup (First Divisional Cup)
- Lidstone Cup (Second Divisional Cup)
- Ronald Cup  (Third Divisional Cup)
- Les Bishop Cup  (Fourth Divisional Cup)
- Bill Treeby Cup  (Fifth Divisional Cup)